# Siegfried Verbeke
Siegfried Verbeke (n. 20 iunie 1941, Antwerpen, Flandra, Belgia) este un publicist revizionist belgian și negaționist al Holocaustului.

## Istoric
Verbeke a devenit o figură publică în 1977 când, împreună cu senatorul și cu ideologul viitorului partid secesionist Vlaams Blok Roeland Raes, a fondat revista negaționistă flamandă Haro. Această revistă distribuia casete ale unor discursuri ținute de Adolf Hitler, Joseph Goebbels și Hermann Göring. În această perioadă, el a fost, de asemenea, membru al Vlaamse Militanten Orde (Ordinul Militanților Flamanzi), o organizație care a devenit cunoscută prin atacurile asupra imigranților, valonilor și socialiștilor. Guvernul a început dezmembrarea organizației în 1981, iar aceasta a încetat să mai existe prin anii 1990.
În anul 1990 el a fost condamnat de un tribunal belgian la un an de închisoare cu suspendare și la 10 ani de interdicție a drepturilor civile din cauza distribuirii unor materiale negaționiste. La începutul anilor 1990, Verbeke a distribuit pamflete în Țările de Jos către persoanele cu presupuse nume evreiești. În 1993, un tribunal din Belgia l-a condamnat pe Verbeke la un an de închisoare cu suspendare pentru că a distribuit pamflete în care minimaliza amploarea Holocaustului. În anul următor Verbeke a distribuit o broșură care provoca ceea ce autorii numeau „versiunea oficială a Holocaustului”.
Doi ani mai târziu, în 1995, el a ținut iarăși prima pagină a ziarelor prin încercarea de a obține azil politic în Țările de Jos deoarece i s-a interzis distribuirea de materiale revizioniste în Belgia.
În 1998 a fost declanșată acțiunea penală împotriva lui Verbeke de către parchetul din Frankfurt, Germania, pentru distribuirea în Germania a pamfletului antisemit „Goldhagen și Spielberg mint”, în care-i ataca pe Daniel Goldhagen și Steven Spielberg. În anul 2000 tribunalul a dispus ca Verbeke să se abțină de la distribuirea unei broșuri, scrise în colaborare cu profesorul de literatură Robert Faurisson, în care era contestată autenticitatea Jurnalului Annei Frank. În anul următor, ministrul belgian al culturii Bert Anciaux a cerut eliminarea tuturor lucrărilor lui Verbeke din bibliotecile din Belgia.
În anul 2004 s-a oferit voluntar să fie expus la Zyklon B, gazul otrăvitor folosit în camerele de gazare naziste, solicitând să participe la Provocarea pentru un milion de dolari a Fundației Educaționale James Randi. Cererea sa a fost respinsă.
În 2004, Verbeke a fost condamnat în Belgia pentru negarea Holocaustului și a primit un an de închisoare și o amendă de 2.500 de euro. Pe data de 3 august 2005, el a fost din nou arestat pe Aeroportul Schiphol din Amsterdam ca urmare a emiterii unui mandat internațional de arestare în Germania, unde era urmărit penal pentru negarea Holocaustului și a publicării ep Internet de articole pe acest subiect. El a fost condamnat la 9 luni de închisoare și eliberat pe 5 mai 2006.
Pe 15 decembrie 2006, el a fost din nou arestat în baza unui mandat de arestare emis pe 14 aprilie 2005 de către Tribunalul din Anvers și a fost, ulterior, încarcerat în Belgia.
În iunie 2008 a fost amendat cu 25.000 de euro și condamnat din nou la un an de închisoare, împreună cu Vincent Reynouard, pentru negarea Holocaustului.